# Laureola indica
Laureola indica là một loài chân đều trong họ Armadillidae. Loài này được Kwon, Ferrara & Taiti miêu tả khoa học năm 1993.